# Тоалетна
Тоалетната е помещение, предназначено за изхвърляне на човешките отпадъчни продукти като урина и изпражнения.

Съвременните тоалетни са свързани към канализацията. Думата тоалетна може да се отнася за цялото помещение или за санитарния възел. Други думи, които може да са остарели, жаргонни, простонародни, диалектни са: тоалет, клозет, кенеф, нужник, кензалник, заход, заходник, веце (немското произношение на съкращението от английски: WC от Water Closet). Често срещан знак за тоалетна са двете нули 00 и в частност в Германия и Източна Европа. В Германия се ползва и съкращение Klo от Klosett, заедно с WC. В Китай и други места в Азия се ползва знак с ръка от съкращението WC, с палец и показалец се оформя C а стърчащите три пръста оформят W. 

## История
- В Древността – около 2500 г. пр.н.е.  в Индия и Пакистан се появяват първите помещения, напомнящи тоалетни. Подобни са намерени в Китай, Египет, Минойски Крит и Древен Рим. Те позволяват измиване с вода и са свързани с обща канализация. В Рим тоалетните (латрина, Latrine) са обикновено част от обществените бани. Римляните свързвали грижите около изхождането с градската канализация на Рим, известна като Клоака Максима и поради това са гледали на нейната богиня-закрилница Клоакина (Венера Клоацина), като на покровителка на всички клоаки (отходни дупки).[9]
- През Средновековието и в по-ново време за лични отходни нужди са ползвани различни съдове (например нощни гърнета), а за общи, освен нужници в дворовете на къщите и отходни ями, в някои градове в Европа е имало и специално отделени улици, които хората са посещавали с тази цел. В средновековен Китай, а също и на места в Индия е имало практика свинете да бъдат хранени с човешки изпражнения и съответно – местните тоалетни били така устройвани, че да се вливат в свинарниците.[10]
- 1596 г. – Елизабетинска епоха. Англичанинът Джон Харингтън (John Harington) изобретява промиването с вода със специална система от тръби за индивидуално отходно място (на английски: flush toilet).
- 1681 г. – за първи път се използва френската дума тоалетна (toilette). Първоначалното значение на думата е процедура за правене на прическа и обличане (тоалет), оттам се появяват и думите тоалетен стол и тоалетна вода.
- WC – около 1870 г. в Англия се появява съвременният символ; съкращението се приема, че е от water closet, първоначално от wash-down closet.
- XIX век – появяват се първите обществени тоалетни с тоалетни чинии и възможност за сядане.
- 2001 година – създадена е Международната организация на тоалетните.
- Дори и през XXI век милиони хора по света нямат достъп или имат затруднен достъп до удобна и хигиенична тоалетна. Във връзка с този и подобни проблеми през 2001 г. от ООН е учреден Световен ден на тоалетната, който се отбелязва на 19 ноември.[11]

## Устройство и видове
Съвременната тоалетна ползва S-образен воден клапан, за да не се връщат миризми. Друга особеност на модерната тоалетна е използването на цистерна (казанче) за предварително наливане на нужната за измиването ѝ вода. Освен свързани с канализацията, тоалетните могат да бъдат и химически.
Някои източници споменават за вредата от съвременните тоалетни чинии. Те смятат, че нанасят вреди на ректума и храносмилателната система като цяло, тъй като позата, заемана на чинията, е неправилна. Те също така смятат, че това е една от причините за боледуване от колит, хемороиди и някои други заболявания. Най-добрата тоалетна чиния се оказва от тип „клекало“ (дупка в земята/пода, над която човек застава клекнал). По-стар начин е и използването на т.нар. гърне – сходно с употребяваното при бебета и малките деца.
Съвременните обществени тоалетни обикновено са разделени на мъжки (М) и женски (Ж) и могат да съществуват в учреждения, ресторанти, кина, музеи и превозни средства като влакове, самолети и автобуси. Разделени са на индивидуални кабинки (стаички).

## Галерия
- Примитивна тоалетна в Дания
- Тоалетна във Франция тип клекало
- Затворническа тоалетна в САЩ
- Съвременна домашна тоалетна